# Dytiscus lavateri
Espèce
Dytiscus lavateri est une espèce fossile d'insectes coléoptères de la famille des Dytiscidae, et du genre Dytiscus.

## Classification
L'espèce Dytiscus lavateri est décrite en 1847 par le géologue suisse Oswald Heer (1809-1883),.

### Fossiles
L'holotype vient des calcaires miocènes d'Oeningen dans le Bade-Wurtemberg, et elle est représentée par de nombreux échantillons. 
En 1937, le paléontologue français Nicolas Théobald (1903-1981) rajoute un seule élytre fossile de Brunstatt, venant de sa collection personnelle,.

### Citations
Heer cite cette espèce et la confirme dans le genre Dytiscus en 1862 et en 1864, confirmée aussi par Samuel Hubbard Scudder en 1885, ainsi que Anders N. Nilsson (d) en 2001,. 

### Étymologie
L'épithète spécifique latine lavateri signifie « délavé »

## Description

### Caractères
La diagnose de Nicolas Théobald en 1937 : 

« Bord sutural presque droit, bord marginal incurvé ; largeur maxima vers le milieu de l'élytre, s'amincit progressivement vers l'arrière et se termine par un sommet arrondi ; surface ornée de dix sillons longitudinaux, s'étendant dans le tiers médian. Aux extrémités la surface est lisse. Au sommet on observe une légère indication de la bande transversale claire figurée par O. Heer (1862, pl. II fig 12-14) sur Dytiscus lavateri. ».

### Dimensions
La longueur de l'élytre est de 28 mm et la largeur de 10,5 mm.

### Affinités
« Identique par la forme, l'ornementation et la taille à Dytiscus lavateri Heer. Se rapproche aussi de D. avunculus Heyden de Rott, mais en diffère, car dans D. avunculus, les stries des élytres commencent dès la base. ».

## Biologie
« Coléoptères aquatiques et carnassiers. ».

## Galerie
- Quelques espèces vivantes du genre Dytiscus.
- Dytiscus circumflexus.
- Dytiscus dimidiatus mâle.
- Dytiscus fasciventris.
- Dytiscus habilis ventral.
- Dytiscus latissimus femelle.
- Dytiscus marginalis.

### Publication originale
- [1847] (de) O. Heer, Die Insektenfauna der Tertiärgebilde von Oeningen und von Radoboj in Croatien, vol. Erster Theil, coll. « Käfer », 1847, 1-229 p.